# Oskar Lindblom
Oskar Lindblom (Gävle, Suecia, 15 de agosto de 1996) es un jugador profesional sueco de hockey sobre hielo que se desempeña en la posición de extremo izquierdo en San Jose Sharks, equipo de la National Hockey League (NHL).

## Carrera
Fue seleccionado en la quinta ronda en la NHL Entry Draft de 2014. En 2017 hizo su debut profesional con el equipo Philadelphia Flyers, en el cual jugó cinco temporadas (2017-2022), después pasó a San Jose Sharks, donde lleva jugando dos temporadas.